# Joachim Gassen
Joachim Gassen (* 1971) ist ein deutscher Ökonom und Professor für Betriebswirtschaftslehre (BWL). Er ist Inhaber des Lehrstuhls für Rechnungswesen und Wirtschaftsprüfung an der Humboldt-Universität zu Berlin.

## Leben
Joachim Gassen erlangte 1995 den akademischen Grad Diplom-Volkswirt an der Westfälischen Wilhelms-Universität Münster.
Er promovierte im Jahr 2000 mit summa cum laude bei Bernhard Pellens an der Ruhr-Universität Bochum. Seine Dissertation trug den Titel "Datenbankgestützte Rechnungslegungspublizität. Ein Beitrag zur Evolution der Rechnungslegung".
Joachim Gassen habilitierte sich 2006 an der Ruhr-Universität Bochum.
In den Jahren 2002 und 2003 war er Visiting Scholar an der New York University und der University of Wisconsin–Madison in den Vereinigten Staaten.
Joachim Gassen ist seit 2006 Inhaber des Lehrstuhls für Rechnungswesen und Wirtschaftsprüfung an der Humboldt-Universität zu Berlin.

## Forschungsschwerpunkte
Joachim Gassen veröffentlichte bisher im Rahmen seiner Forschung circa 40 Schriften (Stand: Februar 2015).

## Auszeichnungen (Auswahl)
Joachim Gassen erhielt unter anderem folgende Auszeichnungen:
- 2000: Dissertationspreis vom Deutschen Aktieninstitut
- 2000:	Ernst Zander Preis vom Institut für Unternehmungsführung und Unternehmensforschung und der Alwin Reemtsma Stiftung (Dissertationspreis)
- 2002:	Forschungsstipendium der Deutschen Forschungsgemeinschaft
- 2007:	Best Teaching Award der Humboldt-Universität zu Berlin, School of Business and Economics, Undergraduate Level (Einführung in Financial Accounting)
- 2008:	Best Teaching Award der Humboldt-Universität zu Berlin, School of Business and Economics, Graduate Level (International Accounting)
- 2012:	Teaching Award der Humboldt-Universität zu Berlin, Wirtschaftswissenschaftliche Fakultät, Bestes Seminar im akademischen Jahr 2011 / 2012.

## Schriften (Auswahl)
- Datenbankgestützte Rechnungslegungspublizität. Ein Beitrag zur Evolution der Rechnungslegung. Lang, Frankfurt am Main / Berlin / Bern / Brüssel / New York / Oxford / Wien 2000, ISBN 3-631-36727-9 (Zugleich: Universität Bochum, Dissertation, 2000).
- Bernhard Pellens / Rolf Uwe Fülbier / Joachim Gassen / Thorsten Sellhorn: Internationale Rechnungslegung. IFRS 1 bis 13, IAS 1 bis 41, IFRIC-Interpretationen, Standardentwürfe. Mit Beispielen, Aufgaben und Fallstudie. 9., überarbeitete Auflage. Schäffer-Poeschel, Stuttgart 2014, ISBN 978-3-7910-3358-7.